# Suite des Erreurs et de la Vérité
Suite des Erreurs et de la Vérité ou Développement du Livre des Hommes rappelés au principe universel de la science (vert.: Vervolg op Over de dwalingen en de waarheid, of Uitwerking van het Boek der mensen tot het universeel principe der wetenschap teruggeroepen) is een Frans antimartinistisch geschrift van ridder Charles de Suze.
Het gebeurt in Frankrijk meer, dat iemand een vervolg schrijft op een boek van een ander, in dit geval op Des erreurs et de la vérité van Louis-Claude de Saint-Martin. Het boek werd in 1784 echter uitgegeven met als auteur Le Philosophe Inconnu, wat het pseudoniem was voor Saint-Martin zelf.
Saint-Martin zelf ontkende het auteurschap van het boek en verwees naar de Suze.
Nochtans werd in 1808, na de dood van Saint-Martin, het boek mee in zijn verzamelde werken opgenomen als deel 3 van de filosofische werken van Louis-Claude de Saint-Martin (Londen, Imprimerie de la Société philosophique, 1808).

## Trivia
- Als parodie op het pseudoniem le philosophe inconnu (de onbekende filosoof), waaronder Saint-Martin publiceerde in de periode van de woede der Franse Revolutie, noemt de Suze zichzelf in het boek un serrurier connu (een bekende slotenmaker).